# بانیاران تیمور
بانیاران تیمور ، روستایی است از توابع بخش گهواره و در شهرستان دالاهو استان کرمانشاه ایران است.

## جمعیت
این روستا در دهستان قلخانی قرار داشته و بر اساس سرشماری سال ۱۳۸۵ جمعیت آن (۲۱خانوار) ۷۸ نفر
بوده‌است.